# Paz de Cateau-Cambrésis

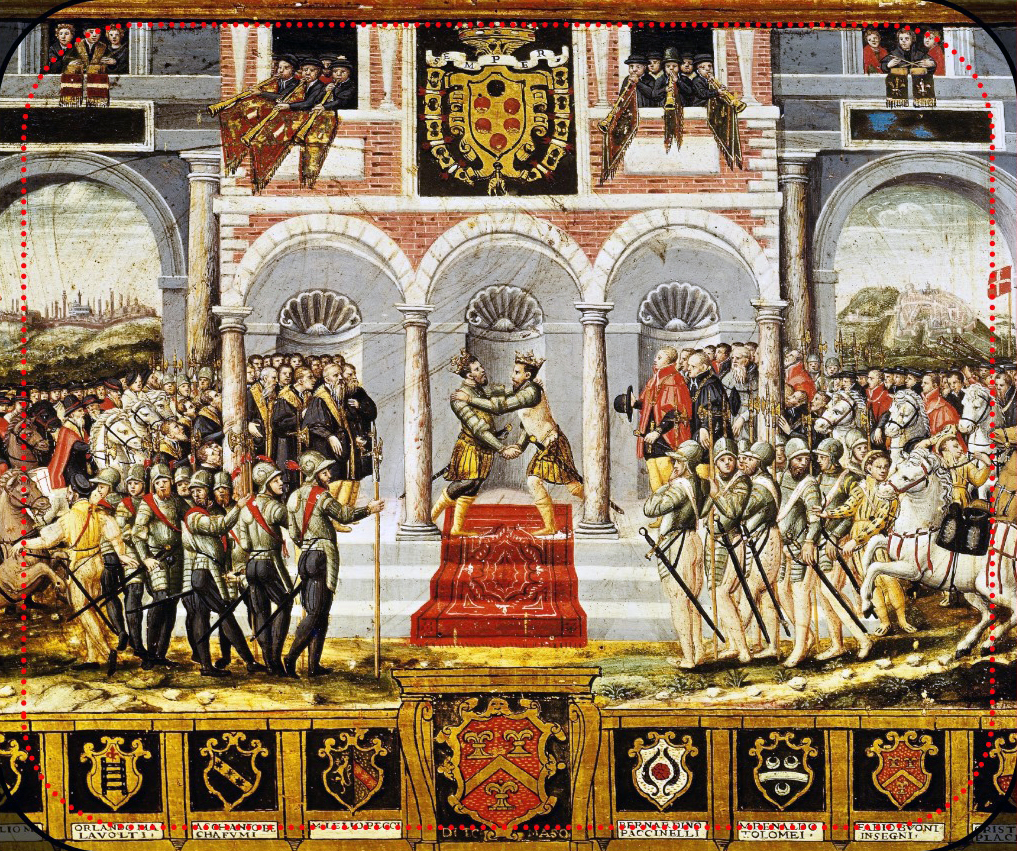
Paz de Cateau-Cambrésis.

La Paz de Cateau-Cambrésis fue un tratado firmado entre los reyes Felipe II de España, Enrique II de Francia e Isabel I de Inglaterra el 2 y 3 de abril de 1559. Se le considera el tratado de mayor importancia de la Europa del siglo XVI, por la duración de sus acuerdos, que estuvieron vigentes durante un siglo al confirmarse en la Paz de Vervins, y porque dieron lugar a una nueva situación internacional a través de la cual se inició la preponderancia española y –por tanto– un desplazamiento de los problemas hacia Occidente, gravitación aún acentuada por la unión de Portugal a la Monarquía hispánica en 1580.
Las conversaciones se iniciaron en la abadía de Cercamp (Frévent), pero después se trasladaron al castillo de Le Cateau-Cambrésis, al que debe su nombre, en una villa por entonces perteneciente a los Países Bajos españoles a unos 20 km al sureste de Cambrai. 
El 2 de abril de 1559 los representantes de Francia e Inglaterra acordaron:
- La entrega de Calais, tomada el 8 de enero del año anterior por Francisco de Guisa, a los franceses por un periodo de ocho años. Transcurrido dicho período debería ser devuelto y, en caso contrario, deberían pagar 500 000 escudos de oro. El territorio (en inglés Pale) de Calais (también incluía Andres, Balinghem, Fréthun, Guînes, Hames, Marck, Nielles-lès-Calais y Sangatte)[1] permanecería en poder francés. Según acordado en el Tratado de Troyes en 1564.

Al día siguiente, Felipe II de España y Enrique II de Francia acordaron:
- San Quintín, Ham y Le Catelet se devuelven a Francia, que conserva los obispados de Metz, Toul y Verdún.
- Thionville y Arlon ocupadas por los franceses en los Países Bajos Españoles pasan de nuevo a España, que además mantiene Hesdin tomada en 1553.[2] Valenza (ocupada por Francia en 1557) es anexionada al español Ducado de Milán. Francia devuelve Bouillon y Couvin al Principado de Lieja.
- España retiene el Franco Condado y el Charolais.
- Francia renuncia para siempre a sus ambiciones italianas con la excepción del Marquesado de Saluzzo. Devuelve la Saboya y el Piamonte a la Casa de Saboya ocupados desde 1536. Manteniendo Turín, Chieri, Chivasso y Villanova d'Asti hasta 1562. Pinerolo y Savigliano hasta 1574. España devuelve a Saboya Asti y Santhià en 1575.
- Francia devuelve Córcega a Génova, el Principado de Orange a Orange-Nassau y el Monferrato a Mantua. Aliados españoles.
- Francia y España deciden trabajar acordes y activamente contra la llamada herejía protestante, lo que propició posteriormente las guerras de religión de Francia.

La paz se consolidó con dos matrimonios: 
- Manuel Filiberto, duque de Saboya, con Margarita, duquesa de Berry, hermana de Enrique II.
- Felipe II con Isabel de Valois, hija de Enrique II. La paz consolidó la hegemonía española.

La Paz de Cateau-Cambrésis significó un largo período de tranquilidad en la península italiana, tras el asentamiento del poder español y los problemas civiles franceses. Cuando en la segunda mitad del siglo XVII las tornas se volvieron y la decadencia española fue evidente, Francia se interesó por otras áreas geográficas como los Países Bajos españoles, Alsacia y Lorena. Por tanto, hasta el siglo XVIII, los Estados italianos pudieron vivir en paz, aunque marginados de los principales asuntos europeos.
Durante los festejos de celebración de la paz, participó en un torneo contra el conde de Montgomery y una lanza atravesó el ojo de Enrique II, que murió poco después. Le sucedió su hijo Francisco II de Francia, que cumplió el tratado firmado. 